# 図南の翼 (石川晃次のアルバム)
『図南の翼』（となんのつばさ）は、2010年12月22日に発表された石川晃次の2作目のオリジナルアルバム。

## 収録曲
1. この道の果て
2. こんな日もあるのさ
3. スーパースター -Album Version-
4. 心の絆
5. いつか君に出逢えたら
6. シェムリアップ
7. 心色探しながら
8. 図南の翼
9. 沈黙
10. クレッシェンド -Album Verson-